# Cédric Hervé
Cédric Hervé (Dinan, 14 de noviembre de 1979) es un ciclista francés que fue profesional entre 2002 y 2008.

## Biografía
Cédric Hervé comenzó su carrera profesional en 2002 con la formación Crédit Agricole. En 2006 se unió al equipo continental Bretagne-Jean Floch. En 2007 y 2008, fue miembro del equipo Agritubel. En 2008 unos problemas de salud le obligaron a poner fin a su carrera deportiva. A pesar de recalificarse amateur con el equipo bretón Côtes d'Armor Cyclisme como capitán, no pudo volver a su nivel anteiror ni regresar a la élite. Su mejor victoria fue la consecución del Gran Premio de Plumelec-Morbihan, carrera UCI 1.1. En 2007 participó en el Tour de Francia sin poder terminarlo.

## Palmarés
2000
- Kreiz Breizh

2006
- Gran Premio de Plumelec-Morbihan
- Val d'Ille U Classic 35

## Resultados en Grandes Vueltas
| Carrera | Carrera         | 2002 | 2003 | 2004 | 2005 | 2006 | 2007  | 2008 |
| ------- | --------------- | ---- | ---- | ---- | ---- | ---- | ----- | ---- |
|         | Giro de Italia  | —    | —    | —    | —    | —    | —     | —    |
|         | Tour de Francia | —    | —    | —    | —    | —    | F. c. | —    |
|         | Vuelta a España | —    | —    | —    | —    | —    | —     | —    |

—: no participa
F. c.: fuera de control
Ab.: abandono